# Milan Pleština
Milan Pleština (Split, 3. svibnja 1961.) je hrvatski kazališni, televizijski i filmski glumac.

## Životopis
Diplomirao je na Fakultetu dramskih umjetnosti u Beogradu 1988. godine, a zatim je bio angažiran u Beogradskom dramskom pozorištu u Beogradu, dubrovačkom Kazalištu Marina Držića, splitskom HNK i GDK Gavella. Danas radi u HNK Zagreb.
Jedan od dvadeset potpisnika pisma upućenog zagrebačkom gradonačelniku Milanu Bandiću, u kojemu izražavaju svoju zabrinutost imenovanjem Zlatka Hasanbegovića članom Kazališnog vijeća HNK Zagreb.

## Filmografija

### Televizijske uloge
- "Drugarica ministarka" kao Bambus (1989.)
- "Novo doba" kao Ante (2002.)
- "Urota" kao Ilija Marković (2007. – 2008.)
- "Ponos Ratkajevih" kao Martin (2007. – 2008.)
- "Bitange i princeze" kao Dorian pl. Drašković (2008.)
- "Dobre namjere" kao inspektor Majstorović (2008.)
- "Sve će biti dobro" kao Zoran Fabris (2008. – 2009.)
- "Zakon!" kao Fabijan Lesar (2009.)
- "Larin izbor" kao Frane Pecotić (2012.)
- "Stipe u gostima" kao Joško/Šime (2012. - 2013.)
- "Počivali u miru" kao Lino (2015.)
- "Hrabre avanture Šegrta Hlapića" kao crni čovjek (2016.)
- "TIN - trideset godina putovanja" kao stariji Tin Ujević (2017.)
- " Novine" kao Dragan Tomić (2018.)
- "Crno-bijeli svijet" kao psiholog (2019.)
- "Dnevnik velikog Perice" kao major Jovanović (2021.)
- "U dobru i zlu" kao Ratko 'Rale' (2024-.)

### Filmske uloge
- "Pogrešna procena" kao Rifat Burdžević-Trso (1987.)
- "Već viđeno" kao tužilac (1987.)
- "Dogodilo se na današnji dan" kao momak (1987.)
- "Oktoberfest" (1987.)
- "Balkan ekspres 2" (1988.)
- "Vreme čuda" kao Mihajlov sin (1989.)
- "The Hottest Day of the Year" kao policajac (1991.)
- "Dobrodošli u Sarajevo" (Welcome to Sarajevo) (1997.)
- "Zamrznuti kadar" (1999.)
- "Četverored" kao komesar Miloš (1999.)
- "Je li jasno, prijatelju?" kao Martin (2000.)
- "Družba Isusova" kao Otac Had (2004.)
- "Ne pitaj kako!" kao policajac (2006.)
- "Pravo čudo" kao Roko (2007.)
- "Kradljivac uspomena" (2007.)
- "Kino Lika" kao doktor (2008.)
- "Ljubavni život domobrana" kao Stanko (2009.)
- "Lea i Darija" kao rabin Freiberger (2011.)
- "Goltzius i pelikansko društvo" kao svećenik (2012.)
- "Šegrt Hlapić" kao Crni čovjek (2013.)
- "Zagonetni dječak" kao vratar (2013.)
- "Hitac" kao Petrin otac (2013.)
- "Šuti" kao otac (2013.)
- "Koja je ovo država!" kao pomoćni biskup (2018.)
- "Doba uskoka" kao Petar Kružić (2021.)
- "Bijeg do mora" (2022.)
- "Escort" kao Luka (2023.)

## Nagrade
- Judita 1995.,
- Marul 1996. i 1999.;
- Nagrada Hrvatskog glumišta za ulogu Dimitrija Karamazova u predstavi Braća Karamazovi Fjodora M. Dostojevskog u izvedbi HNK Split, 1998.;
- Nagrada Zlatni smijeh za ulogu Crte u predstavi Ptičice Filipa Šovagovića u izvedbi HNK Split 2002.,
- Nagrada Hrvatskog glumišta za ulogu Velečasnog Shannona u predstavi Noć Iguane Tennesseeja Williamsa u izvedbi Festivalskog dramskog ansambla 51. Splitskog ljeta,
- Nagrada Mila Dimitrijević za ulogu Prospera u predstavi Oluja Williama Shakespearea u režiji Ivice Kunčevića i izvedbi Drame HNK u Zagrebu, 2008.
- Nagrada Mila Dimitrijević za najbolju mušku ulogu u kazališnoj sezoni 2010./2011. za tumačenje uloge Leonea Glembaya u predstavi Gospoda Glembajevi Miroslava Krleže u režiji Vite Taufera i izvedbi Drame Hrvatskoga narodnog kazališta u Zagrebu, 2011.
- Nagrada Vladimir Nazor za ulogu Leonea Glembaya u predstavi Gospoda Glembajevi Miroslava Krleže u izvedbi Drame Hrvatskoga narodnog kazališta u Zagrebu, 2012.
- Nagrada Grada Zagreba za ulogu Leonea Glembaya u predstavi Gospoda Glembajevi Miroslava Krleže u izvedbi Drame Hrvatskoga narodnog kazališta u Zagrebu, 2012.

## Vanjske poveznice
- Milan Pleština u internetskoj bazi filmova IMDb-u (engl.)
- Stranica na HNK.hr  Arhivirana inačica izvorne stranice od 27. prosinca 2009. (Wayback Machine)